# ラーズ・サリバン
ラーズ・サリバン（Lars Sullivan、1988年7月6日 - ）はアメリカ合衆国のプロレスラー。コロラド州ウェストミンスター出身。本名はディラン・マイリー（Dylan Miley）。

## 来歴

### 学生時代
学生時代は、アメリカンフットボールやボディビルに励む。

### WWE

#### NXT
2013年10月、アメリカのメジャー団体であるWWEとディベロップメント契約を交わし入団。トレーニング施設であるWWEパフォーマンスセンターにてプロレスの基礎を学ぶ。
2015年3月29日、Wrestle Mania 31のライブイベントであるWrestleMania Axxessにてディラン・マイル（Dylan Mile）のリングネームでプロレスラーデビュー。マーカス・ルイスと対戦してデビュー戦を勝利で飾った。
2016年3月5日、The Arnold Classic 2016にてアポロ・クルーズと対戦。グラウンドテクニックを駆使して試合を優勢に進めるが最後にスタンディング・ムーンサルトプレスを決められ敗戦。同月6日、Arnold Sports Festival 2016にてダン・マタ vs エイデン・イングリッシュの試合前にリングインするとイングリッシュのパートナーであるサイモン・ゴッチがリングへ駆け込み、マタと組んでボードビレインズ（イングリッシュ & ゴッチ）とのタッグマッチへと変更して対戦。勝利した。
2017年4月12日、NXTにて初登場。マイケル・ブライスと組んで#DIY（ジョニー・ガルガノ & トマソ・チャンパ）と対戦。チャンパをリフトアップ、ガルガノにブレーンバスターを決め、ブライスとタッチするが#DIYの合体技であるミート・イン・ザ・ミドルを決められ敗戦。試合後、敢えなく負けたブライスに対して制裁を加えリングを後にするも、バックステージに戻ると医務室に運ばれたブライスを心配しながら謝罪の念を伝えた。5月6日、NXT Liveにてリングネームをラーズ・サリバン（Lars Sullivan）へと変更。セザル・ボノーニと対戦して勝利した。8月23日、NXTにて入場中であるノー・ウェイ・ホセを襲撃。痛めつけるとリングから去った。9月20日、ノー・ウェイ・ホセと対戦。一方的に試合を制し、終盤にはホセのラリアットを振り切ってショルダー・ブロックからダイビング・ヘッドバット、そしてサイド・スパインバスターへと繋げて勝利した。11月18日、Takeover: War Gamesにてカシアス・オーノと対戦。オーノの打撃を中心とした攻めに苦戦を強いるが、終盤にローリング・エルボーを喰らい揺らいだところ、更にローリング・エルボーを仕掛けようとしたオーノに対してフリーク・アクシデントを決めて勝利した。
2019年4月8日、WWE・RAWでリング上で観客の声援に応じていたカート・アングルを遮りバックステージから登場。リングに上がり対峙するとフリーク・アクシデントからダイビング・ヘッドバットを決めて勝ち名乗りを上げた。

## その他
過去にゲイ・ポルノにミッチ・ベネット (Mitch Benett）の芸名で出演していた。
2019年5月14日、過去にインターネット上などで人種差別や誹謗中傷を繰り返していたとして、WWEから10万ドルの罰金が科されたと報道された。誹謗中傷の中にはホモフォビア的内容も含まれていたが、前述のようにゲイ・ポルノ出演の過去があったため、発覚の際のニュースではその事と併せて取り上げられた。

## 得意技

### フィニッシュ・ホールド
フリーク・アクシデント
変型スパインバスター。
相手を側面から抱え上げ、勢いをつけて前方へと倒れ込んで相手をマットに叩きつける。
初期はサイド・スパインバスターの名称で使用。
ダイビング・ヘッドバット
トップロープより敢行する。
ランニング・シットダウン・パワーボム

### その他得意技
ポップアップ・パワースラム
変型パワースラム。対面から向かってきた相手に対し、側面を掴んで高く抱え上げて決める。
クローズライン
ショルダーブロック
カナディアン・バックブリーカー・ラック
アイアンクロースラム
アイアン・クローを掛けた状態で相手を担ぎ上げ、チョークスラムのように背面から叩きつける技である。
ゴリラ・プレス・スラム
バーティカル・スープレックス

## 入場曲
- Freak - CFO$